# Legion Arabski
Legion Arabski (arab. الجيش العربي, Al-Dżejsz al-Arabi) – elitarny związek taktyczny piechoty zmechanizowanej Jordańskich Sił Zbrojnych, który istniał w latach 1920–1956 w Transjordanii, a później w Jordanii.

## Przyczyny powstania
Po zakończeniu I wojny światowej w 1918 pojawiły się spory w kwestii przyszłości Palestyny. Francja oparła swoje stanowisko na realizacji postanowień tajnej umowy Sykes-Picot z 1916, na mocy której miało powstać wielkie państwo arabsko-muzułmańskie pod nazwą Wielka Syria. Natomiast Wielka Brytania prowadziła co najmniej dwuznaczną politykę, lawirując pomiędzy zobowiązaniami uczynionymi Żydom (deklaracja Balfoura) a Arabom. Wobec niemożności szybkiego uregulowania problemu Palestyny, na Bliskim Wschodzie powstały dwa protektoraty:
- Protektorat Francuski – obejmujący obszar dzisiejszej Syrii i Libanu oraz
- Protektorat Brytyjski – obejmujący obszar Palestyny, Transjordanii i Iraku[1].

Arabowie sprzeciwili się tym planom i 7 marca 1920 Fajsal I ogłosił się królem Wielkiej Syrii. Dokonał tego rząd Haszima al-Atasiego, wyłoniony przez syryjski Kongres Narodowy. Tymczasem 19 kwietnia zebrała się w San Remo Naczelna Rada Koalicji. Wielką Brytanię reprezentował George Curzon, a Francję reprezentował Milleard. Obydwa państwa zgodziły się na realizację deklaracji Balfoura, przy czym miały być zagwarantowane wszystkie prawa religijne i obywatelskie Arabów. Umowa ta została włączona do traktatu pokojowego z Turcją. Francji oficjalnie powierzono terytorium Mandatu Syrii i Libanu, co doprowadziło do wojny francusko-syryjskiej. W bitwie pod Majsalun 24 lipca 1920 Francuzi zwyciężyli, a Fajsal musiał uciec z Syrii do Wielkiej Brytanii. Na wieść o tym, Abdullah przegrupował swoje siły z zamiarem wyzwolenia Damaszku. Winston Churchill zaprosił go wówczas na spotkanie i przekonał, aby Abdullah nie atakował brytyjskiego sojusznika – Francji. Churchill przekonał Abdullaha, że siły francuskie są silniejsze od arabskich, a Brytyjczycy nie chcą żadnego konfliktu z Francuzami. Abdullah zgodził się ustąpić. W marcu 1921 na konferencji w Kairze Brytyjczycy podjęli decyzję, że Fajsal będzie rządził w brytyjskim terytorium mandatowym w Iraku, mimo że miejscowa ludność nic bliższego na jego temat nie wiedziała. Utworzenie monarchii w Iraku i wycofanie się z rządów bezpośrednich zdaniem Brytyjczyków miało pomóc w zaprowadzeniu pokoju w tym kraju. Natomiast Abdullaha nagrodzono za jego ustępstwo utworzeniem odrębnego protektoratu, który później stał się osobnym państwem. Z terytorium Mandatu Palestyny wydzielono wówczas 78% obszaru, który był położony na wschód od rzeki Jordan. W listopadzie 1920 przybył tutaj Abdullah, jednak faktyczną władzę sprawował brytyjski kapitan Alex Kirkbride. 1 kwietnia 1921 Abdullah rozpoczął panowanie jako emir Transjordanii. 11 kwietnia utworzył własny rząd. Datę tę uznaje się za powstanie Emiratu Transjordanii.

## Historia
W październiku 1920 Brytyjczycy rozpoczęli formowanie arabskich sił zbrojnych, których zadaniem miało być utrzymywanie porządku na terenie Mandatu Palestyny położonym na wschód od rzeki Jordan. Jednostkę nazwano „Siły Mobilne” (ang. Mobile Force). Siłami liczącymi początkowo 150 żołnierzy dowodził kapitan Frederick Peake. Jednostka stacjonowała wówczas w mieście Zarka, a 80% żołnierzy stanowili lokalni Czeczeni.
Jednostka bardzo szybko rozrosła się do liczebności tysiąca żołnierzy, z których większość wcześniej służyła w armii osmańskiej. 22 października 1923 została podporządkowana Emiratowi Transjordanii. Dowódcą nadal był Frederick Peake, podlegał już jednak pod emirowi Abdullahowi I. Jednostka otrzymała oficjalną nazwę Arabska Armia (Al-Dżejsz al-Arabi), jednak zawsze była nazywana nazwą pochodzącą z języka angielskiego Legionem Arabskim. Jej dowództwo stanowili brytyjscy oficerowie, a finansowanie pochodziło w większości z Wielkiej Brytanii.
Do pierwszych zadań Legionu Arabskiego było pełnienie obowiązków policyjnych wśród plemion beduińskich Transjordanii. Praktykując stare tradycje, dochodziło między nimi do licznych starć i wzajemnych napadów. Abdullah I postanowił ukrócić te zwyczaje i Legion Arabski siłą zaprowadził porządek. Drugim co do ważności zadaniem było utrzymywanie bezpieczeństwa ważnego szlaku drogowego Amman-Jerozolima. 1 kwietnia 1926 z Legionu wydzielono 150 żołnierzy, którzy utworzyli jednostkę Transjordańskich Sił Granicznych (Transjordanii Frontier Force). Skupili oni swoją działalność na zapewnieniu bezpieczeństwa komunikacji drogowej w państwie. W owym czasie Legion Arabski został zmniejszony do 900 ludzi, a także pozbawiony artylerii, karabinów maszynowych i środków łączności.
W 1939 dowództwo nad Legionem przejął brytyjski oficer sir John Bagot Glubb, który w krótkim czasie przekształcił ją w najlepiej wyszkoloną arabską jednostkę wojskową na świecie. Podczas II wojny światowej Legion wszedł w skład brytyjskich sił Habforce, które wzięły udział w wojnie brytyjsko-irackiej (18 kwietnia-30 maja 1941) przeciwko nacjonalistycznemu b. premierowi Iraku Raszidowi Ali Al-Gailani. Po przywróceniu kontroli nad Irakiem, Brytyjczycy przeprowadzili operację Exporter (8 czerwca-14 lipca 1941) przeciwko francuskim rządom Vichy na obszarze Libanu i Syrii. Regiment zmechanizowany Legionu Arabskiego zabezpieczał wówczas granicę Iraku i Transjordanii z Syrią.
Pod koniec wojny domowej w Mandacie Palestyny Legion Arabski zaangażował się w działania na terenie Palestyny. 13 maja 1948 jordańscy żołnierze zdobyli kibuc Kefar Ecjon. Jordańczycy zabili wszystkich Żydów (ocalały tylko 4 osoby). Zbezczeszczono ciała zabitych, a ocalałych żydowskich żołnierzy gwałcono, po czym okrutnie mordowano. Zginęło około 160 Żydów (w tym także dzieci i kobiety).
W owym czasie Legion Arabski liczył 6 tys. żołnierzy, z których wydzielono korpus ekspedycyjny do działań w Palestynie (4,5 tys. żołnierzy) składający się z:
- 1 Brygada dowodzona przez płk. Goldie
  - 1 Regiment pod dowództwem ppłk. Blackden’a
  - 3 Regiment pod dowództwem ppłk. Newmana
- 3 Brygada dowodzona przez płk. Ashtona
  - 2 Regiment pod dowództwem mjr. Slade’a
  - 4 Regiment pod dowództwem ppłk. Habes Majali
- 5 Regiment
- 6 Regiment

Pomimo że naczelne dowództwo Legionu sprawował generał John Bagot Glubb, dowództwo polowe nad działaniami w Palestynie powierzono generałowi Normanowi Lashowi. Legion aktywnie uczestniczył w I wojnie izraelsko-arabskiej. 15 maja 1948 1 Brygada wkroczyła do Samarii i zajęła miasto Nablus. 3 Brygada zajęła pozycje w rejonie Ramallah i prowadziła działania w Jerozolimie i Latrun, blokując konwoje żydowskie do Jerozolimy. W trakcie wojny siły Legionu Arabskiego były zwiększane o jednostki straży granicznej, tak że do końca wojny osiągnęły wielkość około 10 tys. ludzi. Po zakończeniu wojny siły te zabezpieczały granicę o długości prawie 400 km.
W dniu 1 marca 1956 Legion Arabski został przemianowany na Armię Arabską, obecnie Jordańskie Siły Zbrojne.